# Zelleromyces australiensis
Lo Zelleromyces australiensis è una specie di funghi appartenente al genere degli Zelleromyces che fu descritta da Berk. E Broome e classificata da Pegler & T.W.K. Young nel 1979.